# Drinkin' and Courtin'
《Drinkin' and Courtin'》은 아일랜드의 포크 밴드 더 더블리너스의 세 번째 정규 음반이다. 1968년 메이저 마이너 레코드를 통하여 발매하였으며, 음반에는 로니 드루, 루크 켈리, 바니 매케너, 키어런 버크, 존 시헌이 참여하였다. 두 개의 곡은 가사 없이 악기로만 연주된 곡이며, 다섯 곡은 코믹 송이다. 1968년 영국 차트에서 31위를 기록하였다.
| 전문가 평가 | 전문가 평가 |
| 평가 점수   | 평가 점수   |
| 출처        | 점수        |
| ----------- | ----------- |
| Allmusic    | [ 1 ]       |

## 트랙 리스트

### 사이드 원
1. "Dirty Old Town" (Ewan MacColl)
2. "Quare Bungle Rye" (전통곡)
3. "Peggy Gordon" (전통곡)
4. "Rattling Roaring Willie" (전통곡)
5. "Carolan's Concerto" (악기) (전통곡)
6. "The Herring" (전통곡)
7. "The Parting Glass" (전통곡)

### 사이드 투
1. "Maids When You're Young Never Wed an Old Man" (전통곡)
2. "Gentleman Soldier" (전통곡)
3. "Hand Me Down Me Petticoat" (전통곡)
4. "Flop Eared Mule (Donkey Reel)" (악기) (전통곡)
5. "I Know My Love" (전통곡)
6. "Mrs. McGrath" (전통곡)
7. "Maid of the Sweet Brown Knowe" (전통곡)
8. "My Little Son" (전통곡)

## 차트
| 차트 (1968)               | 최고 순위 |
| ------------------------- | --------- |
| 아일랜드 음반 차트 (IRMA) | 5         |
| 영국 음반 차트 (OCC)      | 31        |